# Unknown Pleasures
Unknown Pleasures је први албум енглеске пост-панк групе Joy Division. Албум је објављен у јуну 1979. године.

## Позадина
Joy Division је настао у Салфорду 1976. током првог таласа панк рока. Бернард Самнер и Питер Хук су одвојено присуствовали наступу Sex Pistols у Manchester Lesser Free Trade Hall o4. јуна 1976. и обојица су прихватили једноставност, брзину и агресивност тог бенда.Оформивши бенд са пријатељем Теријем Мејсоном на бубњевима, Самнером на гитари и Хуком на басу, огласили су се за пјевача. Ијан Кертис, кога су Самнер и Хук већ познавали, пријавио се и, без потребе за аудицијом, примљен је. Након бројних промјена бубњара, Стивен Морис се придружио бенду у то вријеме под називом Варшава у августу 1977. Да би избјегли забуну са лондонским панк бендом Warsaw Pakt, преименовали су се у Joy Division крајем 1977. године.
Након потписивања уговора о снимању са RCA Records почетком 1978, Joy Division је снимио неке демо снимке; међутим, били су незадовољни начином на који је њихова музика миксована и тражили су да буду ослобођени уговора. Прво издање бенда биo je ЕП An Ideal for Living, који је објављен у јуну 1978. На телевизији су дебитовали у локалној емисији вести Тонија Вилсона Grandada Reports у септембру 1978. Према Хуку, бенд је добио понуду од 70.000 фунти од Genetic Records у Лондону. Међутим, менаџер бенда Роб Гретон, обратио се Вилсону у вези са издавањем албума за његову издавачку кућу Factory Records. Вилсон је објаснио да је Гретон израчунао да би, с обзиром на Factory-еву подјелу профита 50/50, бенд могао да заради што више новца са инди издавачком кућом него потписујући уговор са неком компанијом. Вилсон је додао да је један од Гретонових главних разлога за приближавање Factory кући био тај да „не би морао сваке недјеље да улази у воз за Лондон и 'разговара са груменима'. Нико није могао да користи ријеч 'кокни' са толико презира као Роб„. Гретон је проценио да би продукција албума коштала 8.000 фунти; међутим, Вилсон је 2006. рекао да је почетни трошак завршио на 18.000 фунти.

## Издање
Unknown Pleasures је првобитно штампан у тиражу од 10.000 примјерака, при чему је 5,000 копија проданио у прве двије седмице послије објављивања, а још 10.000 примјерака је продато у наредних шест месеци. У почетку, продаја била је спора све док није објављен сингл који није са албума, "Transmission", а непродати примјерци су заузели канцеларију Factory Records-a у стану суоснивача издавачке куће Алана Ерасмуса.
Након објављивања "Transmission", Unknown Pleasures су се распродали од првобитне штампе, што је подстакло даља штампања. Unknown Pleasures је створио приближно 50.000 фунти профита, који ће бити подијељен између Factory Records и бенда; међутим, Тони Вилсон је већину ове зараде потрошио на фабричке пројекте. Завршетком критике хваљене промотивне турнеје која подржава Buzzocks у новембру 1979. године, Unknown Pleasures је био близу 15.000 продатих примјерака.

## Списак пјесама
| №               | Назив              | Трајање |  |
| 1.              | Disorder           | 3:36    |  |
| 2.              | Day of the Lords   | 4:48    |  |
| 3.              | Candidate          | 3:05    |  |
| 4.              | Insight            | 4:30    |  |
| 5.              | New Dawn Fades     | 4:48    |  |
| 6.              | She's Lost Control | 3:56    |  |
| 7.              | Shadowplay         | 3:54    |  |
| 8.              | Wilderness         | 2:38    |  |
| 9.              | Interzone          | 2:16    |  |
| 10.             | I Remember Nothing | 5:53    |  |
| Укупно трајање: | Укупно трајање:    | 39:28   |  |